# Oswaldia conica
Oswaldia conica là một loài ruồi trong họ Tachinidae.